# 越南共和國陸軍
越南共和國陸軍（越南语：／，英文縮寫ARVN），一般稱南越陸軍，是越南共和國軍的陸軍。南越陸軍由越南国的军队越南国军改编而来，該軍在1975年越南戰爭結束、西貢淪陷時解散，雖然一部份官兵流亡到美國，但大多都被關進北越政府的勞改營。

## 歷史
第二次世界大戰結束後，法國遠征軍返回印度支那半島，重新控制越南、柬埔寨和寮國三國，根據法國殖民政策，重新建立了殖民統治。夏爾·戴高樂將軍任命喬治·蒂埃里·阿讓利厄爲法屬印度支那總督，菲利普·勒克萊爾將軍爲遠征軍司令。1945年9月底，法國軍隊依靠道格拉斯·格雷西將軍指揮的英國軍隊的幫助，將北緯16度線以南的日本軍隊解除武裝。法國的再次入侵遭到了越南的強烈抵抗，尤其是越南民主共和國政府，和越南南部的高台教、和好教、平川派等武裝團體。
雖然越南人的反殖民精神很高，但是因爲武器落後和組織鬆散，這些武裝部隊被法國軍隊從沿海和平原城市擊敗。大多數人不得不撤退到農村或沼澤地帶，以組織一個長期的抵抗。法國人快速地組織了土著部隊協助攻略土地和平息反抗。

## 组织架构
- 第1军
  - 第1步兵师
  - 第2步兵师
  - 第3步兵师
- 第2军
  - 第22步兵师
  - 第23步兵师
- 第3军
  - 第5步兵师
  - 第18步兵师
  - 第25步兵师
- 第4军
  - 第7步兵师
  - 第9步兵师
  - 第21步兵师
- 空降师
- 别动军
- 特种部队（越南語：/力量特別軍陸）
- 总统府卫兵联合旅（Lữ đoàn Liên binh phòng vệ Tổng Thống Phủ）

## 裝備
- M48巴頓戰車
- M41輕型坦克
- M24霞飛戰車
- M113裝甲運兵車
- V-100裝甲車

## 图集
- 南越陆军特种部队与美军特种部队官兵
- 1968年5月7日，一位站在废墟之上的南越陆军童兵
- M41轻型坦克